# Changzhou Benniu Airport
Changzhou Benniu Airport (kinesiska: 常州奔牛机场, 常州奔牛機場, Chángzhōu Bēnniú Jīchǎng) är en flygplats i Kina. Den ligger i provinsen Jiangsu, i den östra delen av landet, omkring 94 kilometer öster om provinshuvudstaden Nanjing.
Runt Changzhou Benniu Airport är det mycket tätbefolkat, med 1 135 invånare per kvadratkilometer. Närmaste större samhälle är Luoxi, 2,9 km sydost om Changzhou Benniu Airport. Trakten runt Changzhou Benniu Airport består till största delen av jordbruksmark.
Genomsnittlig årsnederbörd är 1 525 millimeter. Den regnigaste månaden är juli, med i genomsnitt 289 mm nederbörd, och den torraste är januari, med 43 mm nederbörd.